# Otto Neururer

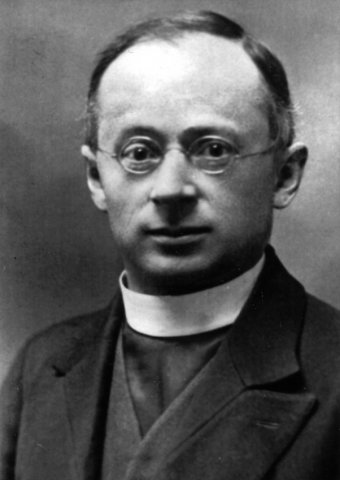
Der Selige Otto Neururer

Otto Neururer (* 25. März 1882 in Piller, Tirol; † 30. Mai 1940 im KZ Buchenwald, Deutschland) war ein katholischer Pfarrer, NS-Opfer und KZ-Häftling. Er wurde wegen verbotener Ausübung seines Priesteramtes ermordet und ist ein Seliger der katholischen Kirche.

## Leben
Otto Neururer wurde als zwölftes Kind des Müllers Alois Neururer und dessen Ehefrau Hildegard geb. Streng im Weiler Piller (Gemeinde Fließ) geboren. Er verspürte schon früh den Wunsch, Priester zu werden; daher besuchte er ab 1895 das Knabenseminar Vinzentinum in Brixen. Nach seiner Matura wechselte Neururer ins dortige Priesterseminar, empfing 1907 in Brixen die Priesterweihe und wirkte anschließend als Religionslehrer in Innsbruck. 1932 wurde er Pfarrer in Götzens. Im März 1938 kam es zum Anschluss Österreichs.
Weil er einer jungen Frau von einer Eheschließung mit einem aus der Kirche ausgetretenen und geschiedenen Nationalsozialisten abriet, wurde Otto Neururer am 15. Dezember 1938 von der Gestapo verhaftet und zunächst in das Gefängnis nach Innsbruck, dann am 3. März 1939 in das KZ Dachau und am 26. September in das KZ Buchenwald gebracht.

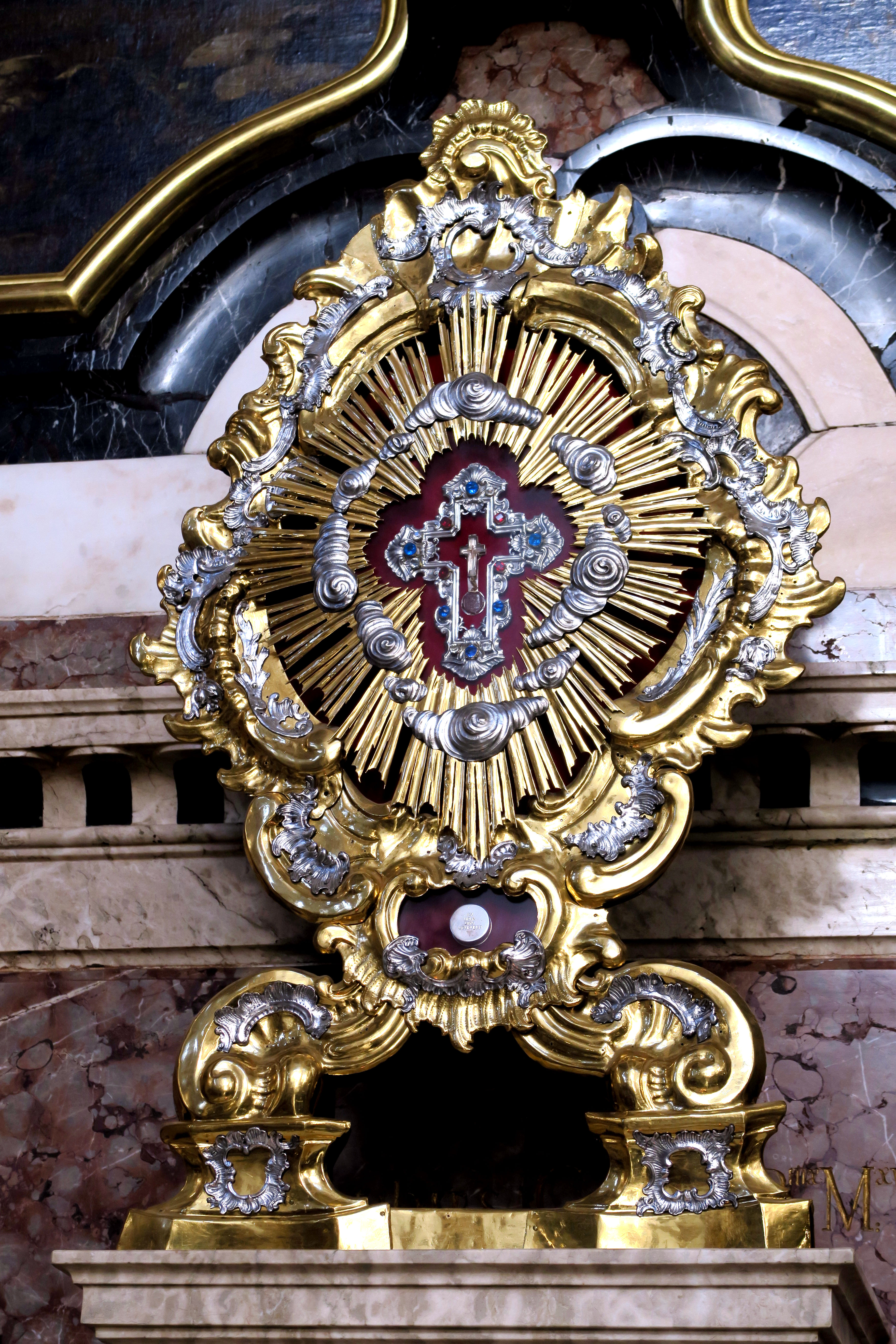
Reliquiar mit Asche von Otto Neururer am Kreuzaltar im Dom zu Innsbruck

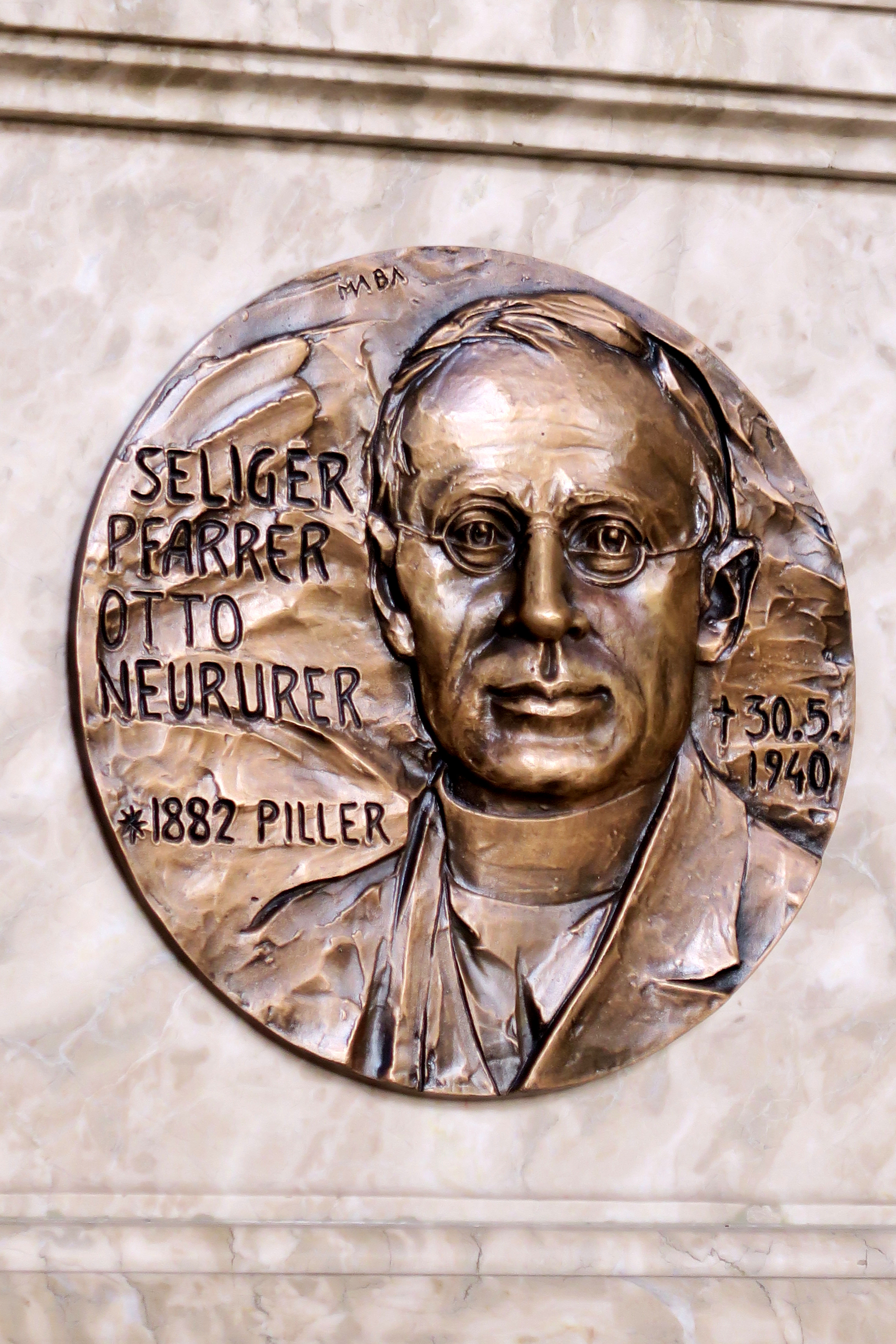
Porträt Otto Neururer, Gedenkplakette im Innsbrucker Dom

Noch im Konzentrationslager wirkte er als Seelsorger. Im April 1940 kam ein Mithäftling auf ihn zu, der getauft werden wollte. Obwohl religiöse Handlungen im Lager strengstens verboten waren, begannen Otto Neururer und sein österreichischer Mitbruder Matthias Spanlang den Glaubensunterricht. Als dies bekannt wurde hängte man Neururer nackt und kopfüber an den Füßen auf, bis nach 34 Stunden der Tod qualvoll, infolge übermäßigen Blutandrangs im Kopf, eintrat. Seine Beine hatte man dabei mit Lammfellen umwickelt, um keine Spuren des Aufhängens zu hinterlassen. Man fürchtete eine Auslieferung des Leichnams an die Familie bzw. an die Kirche, da er der erste österreichische Priester war, der im KZ Buchenwald ermordet wurde. Laut dem Augenzeugen, Kaplan Alfred Berchtold (1904–1985), habe sich Otto Neururer beim Aufhängen nicht gesträubt und auch nicht geschrien, sondern nur leise murmelnd gebetet, solange er bei Bewusstsein war. Vier Tage später meldete man beim Abendappell auch den Tod von Pfarrer Spanlang; vermutlich wurde er in ähnlicher Weise ermordet.
Neururers Leiche wurde verbrannt und seine Urne im Juni 1940 postalisch von Weimar nach Innsbruck geschickt. Die Trauerfeier am 30. Juni 1940 in seinem letzten Dienstort Götzens gestaltete sich zu einer großen Glaubensdemonstration. Provikar Carl Lampert ließ im Auftrag der Apostolischen Administratur Innsbruck-Feldkirch eine Todesanzeige veröffentlichen, in der der Todesort stand und mit den Worten „... sein Sterben werden wir nie vergessen“ auf die grausame Todesart angespielt wurde.
Deshalb verhaftete man den Prälaten am 5. Juli 1940 und verschleppte ihn ins KZ Dachau. Am 1. August 1941 wurde er freigelassen; am 13. November 1944 wurde er hingerichtet.

## Seligsprechung
1996 wurde Otto Neururer von Papst Johannes Paul II. als Märtyrer, der wegen Ausübung priesterlicher Dienste ermordet wurde, seliggesprochen. Ein Teil seiner Asche ist seither im Innsbrucker Dom als Reliquie verwahrt. Im Jahre 2002 wurde eine Reliquie von Otto Neururer in den Altartisch der neuen Pfarrkirche Telfs-Schlichtling eingelassen.
Provikar Carl Lampert, dessen Verhaftung am 5. Juli 1940 mit dem Tod Neururers verknüpft ist, wurde 2011 seliggesprochen.

## Gedenken und Ehrungen

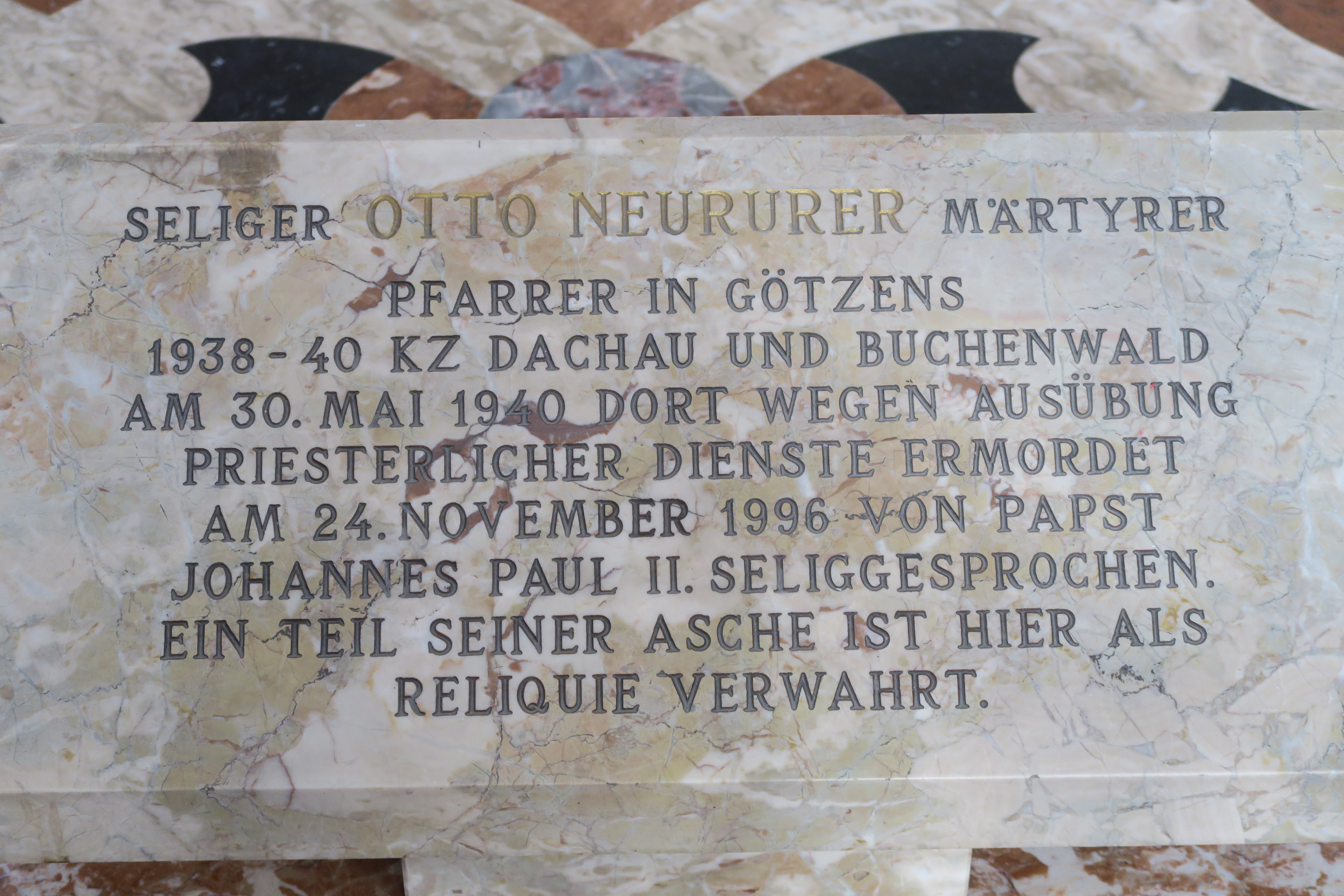
Gedächtnistafel im Dom St. Jakob in Innsbruck

- 1977 wurde eine neue Gedenkstätte links unter der Empore der Pfarrkirche Götzens errichtet.
- Im Innsbrucker Stadtteil Olympisches Dorf wurde die Pfarrer-Otto-Neururer-Straße nach ihm benannt. Dort befindet sich auch ein Gedenkstein.[4]
- In Weimar wurde das zur katholischen Herz-Jesu-Kirche gehörende Gebäude in der Paul-Schneider-Straße 5 Otto-Neururer-Haus genannt.

## Film
Der Spielfilm Otto Neururer – Hoffnungsvolle Finsternis von Hermann Weiskopf (Drehbuch von Peter Mair) geht – über eine Rahmenhandlung – der Lebensgeschichte Otto Neururers nach.